# Berettyó
Berettyó [bereťťó] (rumunsky Barcău nebo Beretău) je řeka ve východní Panonii, jeden z hlavních toků na povodí Kriše. Je 134 km dlouhá, pramení v župě Sălaj v Rumunsku a ústí do Bystrého Kriše ve východním Maďarsku. Největšími městy na toku jsou Marghita, Berettyóújfalu a Szeghalom.

## Popis
Řeka pramení v Měděných horách (Munții Plopiș) v severozápadním Rumunsku, protéká župou Bihor, načež vtéká do Maďarska, kde vede župami Hajdú-Bihar a Békés. Pod městem Szeghalom ústí zprava do řeky Sebes-Körös jako její největší přítok.
Podél toku řeky, od pramene až k ústí, leží tato města a obce:
- v Rumunsku: Boghiș, Nușfalău, Ip, Suplacu de Barcău, Balc, Abram, Marghita, Abrămuț, Chișlaz, Sălard, Tămășeu,
- v Maďarsku: Kismarja, Pocsaj, Esztár, Hencida, Gáborján, Szentpéterszeg, Berettyóújfalu, Bakonszeg, Zsáka, Darvas, Füzesgyarmat, Csökmő, Szeghalom.

### Přítoky
Nejdelším přítokem je říčka Ér (Ier), ústící zprava u Pocsaje. U Bakonszegu je do Berettyó rovněž zprava zaústěn zavlažovací kanál Keleti-főcsatorna.